# چوموهانی
چوموهانی (به لاتین: Chowmuhani) یک شهرک در بنگلادش است که در بگومگانج واقع شده‌است. چوموهانی ۳۶٫۰ کیلومتر مربع مساحت و ۱۳۲٬۹۴۸ نفر جمعیت دارد.